# イグサ科
イグサ科（イグサか、Juncaceae）は単子葉植物の科の一つである。外見はイネ科に似ているが、小穂は作らない。

## 特徴
風媒花へと進化した植物で、花は地味で目立たず、全体の姿はイネ科やカヤツリグサ科に似ている。しかし、花は一つずつが独立していて、小穂のようなものを作らない。よく見れば、地味ながらも六枚の花びらに当たるものがあり、多くのものでは雄しべと雌しべがそろっている。最も有名なイグサ（イ、トウシンソウ）は、湿地性で葉がなく、茎だけが多数伸び、ヤマアラシを頭から泥に突っ込んだような姿のような株立ちになる。茎の先端に花を房のようにつけるが、花序のすぐ下につく苞が、茎の延長のような形になっており、見かけ上は茎の途中から横向きに花序が出たように見える。実際には、イネ科のような葉があって、茎を伸ばしてその先端に花をつける形のものが多い。
最も身近なものはイグサ属のイグサである。畳表などに使うため、水田で栽培される。

## 分類
- Juncus イグサ属 - イグサ・コウガイゼキショウ・クサイ
- Luzula スズメノヤリ属 - スズメノヤリ（野原に普通、早春に花を咲かせる）